# Ginástica nos Jogos Pan-Americanos de 2015
As competições de ginástica nos Jogos Pan-Americanos de 2015 foram realizadas no Coliseu de Toronto, em Toronto, nas modalidades artística, rítmica e trampolim. 
A ginástica artística ocorreu entre 11 e 15 de julho, a ginástica rítmica entre 17 e 20 de julho, e o trampolim nos dias 18 e 19 de julho.

## Calendário
| Julho     | 7 | 8 | 9 | 10 | 11 | 12 | 13 | 14 | 15 | 16 | 17 | 18 | 19 | 20 | 21 | 22 | 23 | 24 | 25 | 26 |
| --------- | - | - | - | -- | -- | -- | -- | -- | -- | -- | -- | -- | -- | -- | -- | -- | -- | -- | -- | -- |
| Ginástica |   |   |   |    | 1  | 1  | 2  | 5  | 5  |    |    | 2  | 5  | 3  |    |    |    |    |    |    |

|  | Dia de competição |  | Dia de final |

## Medalhistas

### Ginástica artística
Masculino
| Evento                    | Ouro                                                                                             | Prata                                                                                              | Bronze                                                                          |
| Equipe detalhes           | Marvin Kimble Steven Legendre Samuel Mikulak Paul Ruggeri Donnell Whittenburg USA Estados Unidos | Francisco Barreto Júnior Caio Souza Lucas Bitencourt Arthur Zanetti Arthur Nory Mariano BRA Brasil | Carlos Calvo Jossimar Calvo Jorge Giraldo Didier Lugo Jhonny Muñoz COL Colômbia |
| Individual geral detalhes | Samuel Mikulak USA Estados Unidos                                                                | Manrique Larduet CUB Cuba                                                                          | Jossimar Calvo COL Colômbia                                                     |
| Solo detalhes             | Jorge Vega López GUA Guatemala                                                                   | Donnell Whittenburg USA Estados Unidos                                                             | Samuel Mikulak USA Estados Unidos                                               |
| Cavalo com alças detalhes | Jossimar Calvo COL Colômbia Marvin Kimble USA Estados Unidos                                     | nenhum                                                                                             | Daniel Corral MEX México                                                        |
| Argolas detalhes          | Arthur Zanetti BRA Brasil                                                                        | Donnell Whittenburg USA Estados Unidos                                                             | Manrique Larduet CUB Cuba                                                       |
| Salto detalhes            | Manrique Larduet CUB Cuba                                                                        | Donnell Whittenburg USA Estados Unidos                                                             | Caio Souza BRA Brasil                                                           |
| Barras paralelas detalhes | Jossimar Calvo COL Colômbia                                                                      | Manrique Larduet CUB Cuba                                                                          | Samuel Mikulak USA Estados Unidos                                               |
| Barra fixa detalhes       | Jossimar Calvo COL Colômbia                                                                      | Kevin Lytwyn CAN Canadá                                                                            | Paul Ruggeri USA Estados Unidos                                                 |

Feminino
| Evento                       | Ouro                                                                                   | Prata                                                                           | Bronze                                                                                     |
| Equipe detalhes              | Madison Desch Rachel Gowey Amelia Hundley Emily Schild Megan Skaggs USA Estados Unidos | Ellie Black Maegan Chant Madison Copiak Isabela Onyshko Victoria Woo CAN Canadá | Lorrane Oliveira Letícia Costa Flávia Saraiva Daniele Hypólito Julie Kim Sinmon BRA Brasil |
| Individual geral detalhes    | Ellie Black CAN Canadá                                                                 | Madison Desch USA Estados Unidos                                                | Flávia Saraiva BRA Brasil                                                                  |
| Salto detalhes               | Marcia Videaux CUB Cuba                                                                | Yamilet Peña DOM República Dominicana                                           | Ellie Black CAN Canadá                                                                     |
| Barras assimétricas detalhes | Rachel Gowey USA Estados Unidos                                                        | Jessica López VEN Venezuela                                                     | Amelia Hundley USA Estados Unidos                                                          |
| Trave detalhes               | Ellie Black CAN Canadá                                                                 | Megan Skaggs USA Estados Unidos                                                 | Victoria Woo CAN Canadá                                                                    |
| Solo detalhes                | Ellie Black CAN Canadá                                                                 | Amelia Hundley USA Estados Unidos                                               | Ana Sofía Gómez GUA Guatemala                                                              |

### Ginástica rítmica
| Evento                     | Ouro | Prata | Bronze                                                                                                  |
| Individual geral detalhes  | Laura Zeng USA Estados Unidos                                                                                | Jasmine Kerber USA Estados Unidos                                                                            | Patricia Bezzoubenko CAN Canadá                                                                         |
| Arco detalhes              | Laura Zeng USA Estados Unidos                                                                                | Jasmine Kerber USA Estados Unidos                                                                            | Angélica Kvieczynski BRA Brasil                                                                         |
| Bola detalhes              | Laura Zeng USA Estados Unidos                                                                                | Jasmine Kerber USA Estados Unidos                                                                            | Karla Díaz Arnal MEX México                                                                             |
| Fita detalhes              | Laura Zeng USA Estados Unidos                                                                                | Jasmine Kerber USA Estados Unidos                                                                            | Angélica Kvieczynski BRA Brasil                                                                         |
| Maças detalhes             | Laura Zeng USA Estados Unidos                                                                                | Patricia Bezzoubenko CAN Canadá                                                                              | Jasmine Kerber USA Estados Unidos                                                                       |
| Grupo geral detalhes       | Dayane Amaral Morgana Gmach Emanuelle Lima Jéssica Maier Beatriz Pomini Ana Paula Ribeiro BRA Brasil         | Kiana Eide Alisa Kano Natalie McGiffert Jennifer Rokhman Monica Rokhman Kristen Shaldybin USA Estados Unidos | Claudia Arjona Zenia Fernández Melissa Kindelán Martha Pérez Adriana Ramírez Legna Savón CUB Cuba       |
| 5 fitas detalhes           | Dayane Amaral Morgana Gmach Emanuelle Lima Jéssica Maier Beatriz Pomini Ana Paula Ribeiro BRA Brasil         | Kiana Eide Alisa Kano Natalie McGiffert Jennifer Rokhman Monica Rokhman Kristen Shaldybin USA Estados Unidos | Katrina Cameron Maya Kojevnikov Lucinda Nowell Vanessa Panov Anjelika Reznik Victoria Reznik CAN Canadá |
| 6 maças + 2 arcos detalhes | Kiana Eide Alisa Kano Natalie McGiffert Jennifer Rokhman Monica Rokhman Kristen Shaldybin USA Estados Unidos | Dayane Amaral Morgana Gmach Emanuelle Lima Jéssica Maier Beatriz Pomini Ana Paula Ribeiro BRA Brasil         | Katrina Cameron Maya Kojevnikov Lucinda Nowell Vanessa Panov Anjelika Reznik Victoria Reznik CAN Canadá |

### Ginástica de trampolim
| Evento             | Ouro                           | Prata                                | Bronze                       |
| Masculino detalhes | Keegan Soehn CAN Canadá        | Steven Gluckstein USA Estados Unidos | Ángel Hernández COL Colômbia |
| Feminino detalhes  | Rosannagh MacLennan CAN Canadá | Dafne Navarro MEX México             | Karen Cockburn CAN Canadá    |

## Quadro de medalhas
| Ordem | País                     | Medalha de ouro | Medalha de prata | Medalha de bronze |    |
| ----- | ------------------------ | --------------- | ---------------- | ----------------- | -- |
| 1     | USA Estados Unidos       | 11              | 13               | 5                 | 29 |
| 2     | CAN Canadá               | 5               | 3                | 6                 | 14 |
| 3     | BRA Brasil               | 3               | 2                | 5                 | 10 |
| 4     | COL Colômbia             | 3               |                  | 3                 | 6  |
| 5     | CUB Cuba                 | 2               | 2                | 2                 | 6  |
| 6     | GUA Guatemala            | 1               |                  | 1                 | 2  |
| 7     | MEX México               |                 | 1                | 2                 | 3  |
| 8     | DOM República Dominicana |                 | 1                |                   | 1  |
|       | VEN Venezuela            |                 | 1                |                   | 1  |
| TOTAL | TOTAL                    | 25              | 23               | 24                | 72 |